# Gader og børn i dansk provinsby 1940'erne
|  | Denne artikel er oprettet af botten Steenthbot ud fra en ekstern database. Den kan derfor have sproglige fejl eller mangler. Denne skabelon kan fjernes efter kontrol af indholdet. |

Gader og børn i dansk provinsby 1940'erne er en dansk dokumentarisk optagelse.

## Handling
Optagelser fra Stubbekøbing på Falster: kirken, domhuset, gader med forretninger, skolegård med legende børn og stranden.